# Edmond Pichon
Edmond Pichon (* 10. Mai 1882 in Bréhéville; † 13. April 1961 in Réhon) war ein französischer Autorennfahrer.

## Karriere
Edmond Pichon war als Werksfahrer des französischen Automobilherstellers Rolland-Pilain 1923 beim ersten 24-Stunden-Rennen von Le Mans der Motorsportgeschichte am Start. Gemeinsam mit Jean Pouzet pilotierte er einen Roland-Pilan RP an die 23. Stelle der Gesamtwertung. Nach einer Rennzeit von 24 Stunden hatte das Duo einen Rückstand von 48 Runden auf die Sieger André Lagache und René Léonard auf einem Chenard & Walcker Sport.
Für 1928 ist seine Teilnahme am V. Grand Prix de la Baule auf dem Aerodrome Escoublac-La Baule dokumentiert. Er absolvierte auf seinem BNC 527 SCAP die 20 Runden Renndistanz von insgesamt 85,62 km in 1:11,14,6 Stunden und wurde damit 23 Minuten und 7 Sekunden hinter dem Sieger Pierre Blaque Belair als 11. im 15 Wagen starken Feld gewertet.

## Statistik

### Le-Mans-Ergebnisse
| Jahr | Team           | Fahrzeug          | Teamkollege | Platzierung |
| ---- | -------------- | ----------------- | ----------- | ----------- |
| 1923 | Rolland-Pilain | Rolland-Pilain RP | Jean Pouzet | Rang 23     |